# Norbert Sinner
Norbert Sinner (* 5. April 1907 in Leudelingen; † 9. November 1945 in Luxemburg (Stadt)) war ein luxemburgischer Radrennfahrer.

## Sportliche Laufbahn
Sinner war im Straßenradsport und im Querfeldeinrennen (heutige Bezeichnung Cyclocross) aktiv. Er war Teilnehmer der Olympischen Sommerspiele 1928 in Amsterdam. Das olympische Straßenrennen beendete er auf dem 40. Rang. In der Mannschaftswertung des Straßenrennens wurde Luxemburg mit Jean-Pierre Muller, Norbert Sinner, Jean Alfonsetti und Marcel Pesch 10.
1927 gewann er das Eintagesrennen Luxemburg–Remich, 1926 war er dort Zweiter geworden. Bei den Luxemburgischen Cyclocross-Meisterschaften wurde er 1928 Dritter. Im Critérium international de cyclo-cross 1928 kam er auf den 10. Platz. Später bestritt er Autorennen.
1945 wurde Sinner wegen Kollaboration mit den Nazis während der Besetzung Luxemburgs hingerichtet.